# Иосселиани, Захар Анисимович
Захар Анисимович Иосселиани (1786—1866) — генерал-майор, участник Отечественной войны 1812 года и Заграничных походов 1813 и 1814 годов.

## Биография
Родился в 1786 году, происходил из имеретинских дворян.
В военную службу вступил юнкером 16 февраля 1807 года в лейб-гвардии Уланский полк и с марта того же года сражался с французами в Восточной Пруссии, находился в сражениях при Гуттштадте, Гейльсберге и нескольких других. В битве при Фридланде Иосселиани был ранен пулей в грудь и под колено левой ноги палашом и взял в плен отставших трёх французов, за что был награждён Знаком отличия Военного ордена, 26 октября 1807 года произведён в портупей-юнкеры и 7 сентября 1808 года произведён в корнеты.
В Отечественную войну 1812 года Иосселиани находился сражениях против французов и соединённых с ними войск под Вильной, при местечке Давигоны, при переправе через реку Дисну, при Бабиновичах, под Витебском и Смоленском, при селе Бредихине, при Колоцком монастыре, в Бородинском бою, при Чернишне. В сражении под Вязьмой Иосселиани получил сильную контузию ядром в ногу, за что был награждён орденом Св. Владимира 4-й степени с бантом. В сражении под Красным он вновь был ранен, на этот раз штыком в ногу.
В начале 1813 года Иосселиани преследовал отступавших французов до границ Великого герцогства Варшавского и 8 февраля был произведён в поручики. По вступлении русских войск в пределы Пруссии Иосселиани был сражениях при Лютцене и Вальдгейме, отличился в деле при Бауцене, за что был 9 мая награждён золотой саблей с надписью «За храбрость» и по ошибке вторично получил представление к ордену св. Владимира 4-й степени. С августа он сражался в Богемии, за отличие при Кульме, где был ранен пулей в правую руку навылет, получил орден Св. Анны 2-й степени (15 сентября) и особый прусский Железный крест. 23 сентября произведён в штабс-ротмистры.
В генеральном сражении при Лейпциге Иоселиан был ранен в ногу палашом и был отправлен в Россию для излечения ран. В апреле 1814 года он был отправлен курьером из Санкт-Петербурга в Париж.
По приказу, отданному по армии от 11 февраля 1815 года, Иосселиани за отличия против неприятеля в 1812 и 1813 годах был награждён алмазными знаками к ордену Св. Анны 2-й степени.
Произведённый в 1819 году в полковники Иосселиани уехал на Кавказ, где принимал участие в войнах против Персии в 1826—1828 годах и против Турции в 1828—1829 годах. В 1828 году за отличия был произведён в генерал-майоры.
16 декабря 1831 года Иосселиани за беспорочную выслугу 25 лет в офицерских чинах был награждён орденом Св. Георгия 4-й степени (№ 4557 по кавалерскому списку Григоровича — Степанова).
В декабре 1834 года вышел в отставку и поселился в Санкт-Петербурге, где скончался 25 мая 1866 года, похоронен у церкви св. Троицы на Малой Охте.